# Саншу I
Саншу I  (11 ноември 1154, Коимбре – 26 март 1212), известен като Заселник (порт. Sancho I o Povoador) – 2-ри крал на Португалия. Саншу наследява престола от баща си през 1185 година.

## Произход
Той е син на Афонсу I Завоевател и неговата съпруга Матилда Савойска.
Наследен от сина си Афонсу II.

## Потомци на Саншу I
- От съпругата си, Дулсе Арагонска Беренгер, принцеса на Арагон (1152 – 1198)
  - Тереза (1176 – 1250), омъжена за краля на Леон, Алфонсо IX, от когото ражда три деца, през 1705 г. обявена за „блажена“ от папа Климент XI;
  - Санша (1180 – 1229), абатиса на Лорвау, през 1705 г. обявена за „блажена“ от папа Климент XI;
  - Констанса (1182 – 1202);
  - Афонсу II (1185 – 1233), 3-ти крал на Португалия;
  - Педру (1187 – 1258), граф на Балеарските острови, крал на Майорка, живее в Леон, жени се за Ерумбо, графиня Уржел
  - Фернанду (1188 – 1223), живее във Франция, жени се за Жана Фландърска (1200 – 1244)
  - Енрике (1189 – 1191);
  - Раймунду (1195);
  - Мафалда Португалска (1196 – 1257), през 1215 г. омъжена за крал Енрике I, през 1793 г. обявена за „блажена“ от папа Пий VI;
  - Бранка (ок. 1197 – 1240), лейди Гвадалахара;
  - Беренгария (ок.1198 – 1221), в 1214 г. омъжена за датския крал Валдемар II.

## Изображение на семейството от „Генеалогия на испанските и португалските крале“ от 16 в.
- Саншу I
- Дулсе Арагонска
съпруга
- Афонсу II
син и наследник
- Фернандо
- Бранка Португалска (сеньора на Гуадалахара)
- Беренгария